# Nazionale maschile di pallacanestro della Serbia e del Montenegro
La nazionale maschile di pallacanestro della Serbia e del Montenegro, conosciuta anche come nazionale maschile di pallacanestro della Repubblica Federale di Jugoslavia, ha rappresentato la RF Jugoslavia dal 1992 al 2006 e Serbia e Montenegro nelle competizioni internazionali di pallacanestro organizzate dalla FIBA, nell'arco di tempo che va dal 2003 al 2006, anno di scioglimento della Federazione cestistica di Serbia e Montenegro.

## Storia
Legittima erede della nazionale jugoslava, la prima apparizione della selezione serbo-montenegrina ad un torneo ufficiale risale agli Europei 1995, dopo tre anni di assenza dalle manifestazioni, dato l'embargo che il CIO diede alle squadre serbe, a causa delle guerre nella ex-jugoslavia.
Si ebbe, in questo periodo, il secondo ciclo d'oro della nazionale jugoslava, con le vittorie del Mondiale nel 1998 e nel 2002, degli Europei del 1995, 1997, 2001, con il bronzo europeo del 1999 e l'argento Olimpico del 1996.
Nell'estate del 2006, con l'indipendenza ottenuta dal Montenegro, la Serbia è divenuta stato a sé, la Confederazione si è sciolta, e di conseguenza la sua nazionale sportiva, dalla quale hanno avuto origine i due nuovi team nazionali:
- Serbia
- Montenegro

## Piazzamenti
Olimpiadi
- 1996 -  2º
- 2000 - 6º
- 2004 - 10º

Mondiali
- 1998 -  1°
- 2002 -  1°
- 2006 - 11°

Europei
- 1995 -  1°
- 1997 -  1°
- 1999 -  3°
- 2001 -  1°
- 2003 - 6°
- 2005 - 9°

Giochi del Mediterraneo
- 1997 -  3°
- 2001 - 4°

Altre Manifestazioni
- Torneo Supercup: 2

2001, 2002
- Torneo Acropolis: 1

1995

## Formazioni

### Olimpiadi
Pallacanestro ai Giochi della XXVI Olimpiade - Torneo maschile4 Bodiroga, 5 Danilović, 6 S. Obradović, 7 Lončar, 8 Paspalj, 9 Berić, 10 Đorđević, 11 Rebrača, 12 Divac, 13 Savić, 14 Tomašević, 15 Topić,        All. Željko Obradović
Pallacanestro ai Giochi della XXVII Olimpiade - Torneo maschile4 Bodiroga, 5 Danilović, 6 S. Obradović, 7 Rakočević, 8 Stojaković, 9 Šćepanović, 10 Lukovski, 11 Rebrača, 12 Tarlać, 13 Drobnjak, 14 Tomašević, 15 Jestratijević,        All. Željko Obradović
Pallacanestro ai Giochi della XXVIII Olimpiade - Torneo maschile4 Bodiroga, 5 Popović, 6 Ostojić, 7 Radmanović, 8 Rakočević, 9 Šćepanović, 10 Avdalović, 11 Drobnjak, 12 Krstić, 13 Vujanić, 14 Tomašević, 15 Pavlović,        All. Željko Obradović

### Mondiali
Campionato mondiale maschile di pallacanestro 19984 Bodiroga, 5 Šćepanović, 6 S. Obradović, 7 Lončar, 8 Lukovski, 9 Berić, 10 Đorđević, 11 Rebrača, 12 Drobnjak, 13 Bulatović, 14 Tomašević, 15 Topić,        All. Željko Obradović
Campionato mondiale maschile di pallacanestro 20024 Bodiroga, 5 Koturović, 6 Čabarkapa, 7 Rakočević, 8 Stojaković, 9 Radmanović, 10 Jarić, 11 Drobnjak, 12 Divac, 13 Vujanić, 14 Tomašević, 15 Gurović,        All. Svetislav Pešić
Campionato mondiale maschile di pallacanestro 20064 Popović, 5  Jorović, 6 Avdalović, 7 Raičević, 8 Rakočević, 9 Ilić, 10 Tripković, 11 Miličić, 12 Nikolić, 13 Marinović, 14 Aškrabić, 15 Perović,        All. Dragan Šakota

### Europei
Campionato europeo maschile di pallacanestro 19954 Bodiroga, 5 Danilović, 6 Obradović, 7 Sretenović, 8 Paspalj, 9 Berić, 10 Đorđević, 11 Rebrača, 12 Divac, 13 Savić, 14 Tomašević, 15 Koturović,        All. Dušan Ivković
Campionato europeo maschile di pallacanestro 19974 Bodiroga, 5 Danilović, 6 Obradović, 7 Lončar, 8 Radošević, 9 Berić, 10 Đorđević, 11 Rebrača, 12 Bulatović, 13 Savić, 14 Tomašević, 15 Topić,        All. Željko Obradović
Campionato europeo maschile di pallacanestro 19994 Bodiroga, 5 Danilović, 6 S. Obradović, 7 Lončar, 8 Gurović, 9 Šćepanović, 10 Lukovski, 11 Stojaković, 12 Divac, 13 Tarlać, 14 Tomašević, 15 Topić,        All. Željko Obradović
Campionato europeo maschile di pallacanestro 20014 Bodiroga, 5 Petrović, 6 Obradović, 7 Rakočević, 8 Stojaković, 9 Šćepanović, 10 Jarić, 11 Drobnjak, 12 Tarlać, 13 Milojević, 14 Tomašević, 15 Gurović,        All. Svetislav Pešić
Campionato europeo maschile di pallacanestro 20034 Vukčević, 5 Koturović, 6 Bogavac, 7 Avdalović, 8 Stojaković, 9 Ostojić, 10 Jarić, 11 Drobnjak, 12 Aškrabić, 13 Vujanić, 14 Perović, 15 Gurović,        All. Duško Vujošević
Campionato europeo maschile di pallacanestro 20054 Bodiroga, 5 Miličić, 6 Avdalović, 7 Radmanović, 8 Rakočević, 9 Šćepanović, 10 Jarić, 11 Rebrača, 12 Krstić, 13 Milojević, 14 Tomašević, 15 Gurović,        All. Željko Obradović

### Giochi del Mediterraneo
Pallacanestro maschile ai XIII Giochi del Mediterraneo4 Šćepanović, 5 Petrović, 6 Rakočević, 7 Glintić, 8 Nađfeji, 9 Stanojević, 10 Lazić, 11 Nikolić, 12 Ostojić, 13 Čanak, 14 Basarić, 15 Lukovski,        All. -

## Nazionali giovanili
- Selezioni giovanili della nazionale maschile di pallacanestro della Serbia e del Montenegro